# New Eastern Europe
New Eastern Europe – dwumiesięcznik wydawany od 2011 roku przez Kolegium Europy Wschodniej im. Jana Nowaka-Jeziorańskiego we Wrocławiu. Pismo jest poświęcone problematyce regionu Europy Wschodniej i Azji Centralnej oraz europejskiej polityce wschodniej. Redaktorem naczelnym jest Adam Reichardt.  
Siedziba redakcji pisma mieści się w Krakowie przy ul. Szlak 26/12A.  
Przy piśmie istnieje Rada Redakcyjna w składzie: Paweł Kowal, Eugeniusz Smolar, Jarosław Hrycak, Mykoła Riabczuk, Lilia Szewcowa, George Mink, Jan Zielonka, Ivan Krastev i Cornelius Ochmann.  
Wydawca pisma organizuje również spotkania promocyjne i dyskusje na ważne tematy związane z tematyką pismą.   